# Маяк Саконнет
Маяк Саконнет (англ. Sakonnet Light)  — маяк, расположенный на небольшом скалистом острове около мыса Саконнет-Пойнт на восточном входе в залив Наррагансетт, округ Ньюпорт, штат Род-Айленд, США. Построен в 1884 году. Деактивирован в 1954 году. Возвращён в эксплуатацию и автоматизирован в 1997 году.

## Местоположение
Маяк расположен в восточном входе в залив Наррагансетт, среди небольших скал и островов, расположенных около мыса Саконнет-Пойнт. Он предупреждает об опасности, поскольку скалы рядом с ним практически не видны из-под воды даже во время штиля. Подобные одиноко стоящие среди толщи воды маяки называют «маяки-свечки» (англ. sparkplug lighthouse), поскольку по форме они напоминают автомобильную свечу зажигания.

## История
Города Провиденс и Ньюпорт, одни из первых английских поселений в Северной Америке, были крупными центрами промышленности и торговли в XVIII-XIX веках. Для обеспечения навигации к ним через залив Наррагансетт, изобилующий большими и малыми островами, было построено несколько маяков. В 1882 году Конгресс США выделил 20 000$ на строительство маяка у мыса Саканнет-Пойнт, где находится множество опасных для навигации небольших скал и островов. Строительство было завершено в 1884 году. Маяк представлял собой цилиндрическую чугунную башню высотой 20 метров на бетонном основании, на вершине которой была установлена линза Френеля. Маяк получил сильные повреждения во время урагана «Кэрол» в 1954 году, и Береговая охрана США, оценив стоимость ремонта в 100 000$, решила вывести его из эксплуатации. В 1961 году маяк выкупили местные жители Карл и Кэролайн Хаффенреффер. В 1997 году он был возвращён в эксплуатацию и автоматизирован.
В 1983 году маяк был включён в Национальный реестр исторических мест.
Средства на полноценную реставрацию маяка удалось собрать только в 2009 году, и в 2012 году реставрация была завершена.